# Коваленко, Екатерина Сергеевна
Екатерина Сергеевна Коваленко (укр. Катерина Сергіївна Коваленко; 5 февраля 1921, с. Куликовка — 9 декабря 2006, с. Шевченково, Решетиловский район, Полтавская область, Украина) — известная доярка, Герой Социалистического Труда, делегат XXI съезда КПСС (1959), депутат Верховного Совета Украинской ССР (1959—1963).

## Биография
Трудовую деятельность начала в 1935 году в колхозе «Шаг к коммунизму». К 1941 году работала на разных работах. После освобождения села от гитлеровских захватчиков в 1943 году работала бригадиром полеводческой бригады.
С 1945 года работала дояркой на молочно-товарной ферме. В 1955 году надоела от каждой коровы по 4222 кг молока, в 1956 году — 5594, 1957 году — 6647, 1958 году — 6750.
На базе фермы колхоза им. Ленина в 1959 году организована школа передового опыта, в 1957 году вышла брошюра «За 6 тыс. кг молока от каждой коровы (опыт К. С. Коваленко)» (укр. «За 6 тис.кг молока від кожної корови (досвід К. С. Коваленко)»).
Принимала участие в общественной жизни — избиралась делегатом XXI съезда КПСС (1959), депутатом Верховного Совета Украинской ССР (1959-1963).
Наставник Героев Социалистического Труда Н. И. Бабенко и И. П. Костенко.
Похоронена в родном селе на новом кладбище.

## Награды
Участница Всесоюзной выставки достижений народного хозяйства (ВДНХ) в Москве — награждена медалями выставкома. В 1956 году решением Исполнительного комитета Полтавского областного Совета депутатов трудящихся присвоено звание «Лучшая доярка области», а 26 января 1958 года Указом Президиума Верховного Совета СССР присвоено звание Героя Социалистического Труда с вручением ордена Ленина и золотой медали «Серп и Молот».
Награждена орденами Трудового Красного Знамени, «Знак Почёта», медалью «За доблестный труд».